# Mezinárodní letiště Debrecín
Mezinárodní letiště Debrecín (maďarsky Debreceni nemzetközi repülőtér; IATA: DEB, ICAO: LHDC) je mezinárodní letiště v Debrecíně v maďarské župě Hajdú-Bihar. Je druhým největším letištěm v Maďarsku. Letiště se nachází 5 km jihojihozápadně od centra města a je také snadno dostupné do přilehlých oblastí Rumunska a Ukrajiny.

## Historie
Historie letiště Debrecín sahá až do počátku 20. století. První oficiální pravidelný let s poštou odstartoval v roce 1930. Následně letiště sloužilo sportovním a vojenským účelům. Od roku 1930 na něm probíhal pozoruhodný vnitrostátní provoz sloužící k letům z Debrecína do Budapešti a do dalších velkých měst v Maďarsku. Během druhé světové války bylo základnou maďarského bombardovacího oddílu.
V letech 1946–1968 fungovalo debrecínské letiště také jako nouzové letiště pro budapešťské letiště. Po druhé světové válce mělo nad letištěm až do roku 1990 kontrolu sovětské letectvo. Politická změna přinesla oživení letiště a byl zahájen mezinárodní civilní provoz spolu se sportovním letectvím.
V květnu 1991 sovětská vojska letiště opustila a předala ho maďarské vládě. V roce 1994 si debrecínská městská vláda uvědomila potřebu rozvoje letiště a zařadila ho do svého plánu rozvoje. Město letiště zakoupilo a soustavně jej rozvíjí.
Do roku 2004 investovalo město Debrecín 3,5 miliardy forintů do nákupu, provozu a dalšího rozvoje letiště Debrecín.
Dne 18. června 2012 zahájila společnost Wizz Air pravidelnou linku mezi Debrecínem a Londýnem-Lutonem, zpočátku se třemi lety týdně. V letech 2012–2013 provozovala společnost Tatarstan Airlines dvakrát týdně let do Moskvy-Domodědova. Po katastrofě letu 363 společnosti Tatarstan Airlines, kvůli které Tatarstan Airlines zkrachovaly, převzala tuto linku společnost UTair Aviation. V roce 2014 byla v důsledku zhoršených vztahů mezi Ruskem a Evropskou unií zavedena řada trestních sankcí, které donutily společnost UTair let zrušit.
V roce 2015 zřídila společnost Wizz Air na letišti školu pro kadety piloty pod společností Pharma-Flight Kft, která se zabývá také výzkumem a výrobou farmaceutických produktů pro letecký personál. Společnost Wizz Air v roce 2015 oznámila, že v Debrecíně bude mít základnu pro jeden Airbus A320.
V roce 2017 bylo přijato vládní rozhodnutí o kompletní revizi letištního systému. Instalace nového systému třídy ILS II byla naplánována na rok 2018, ale tato modernizace dosud nebyla provedena.
V březnu 2020 kvůli omezením v letecké dopravě zavedeným za účelem boje proti epidemii covid-19, společnosti Wizz Air i Lufthansa dočasně pozastavily všechny lety.

## Letecké společnosti a destinace
Na letišti provozují pravidelné celoroční a sezónní linky tyto letecké společnosti:
| Letecká společnost | Destinace |
| ------------------ | --- |
| Corendon Airlines  | Sezónní charter: Antalya |
| FlyEgypt           | Sezónní charter: Hurghada |
| Lufthansa          | Sezónně: Mnichov |
| Smartwings         | Sezónní charter: Antalya, Korfu, Zakynthos |
| Wizz Air           | Beauvais, Charleroi, Eindhoven, London Luton, Ben Guriona Sezónně: Burgas (od 2. června 2022), Korfu (od 1. června 2022), Larnaka, Palma de Mallorca |

## Pozemní doprava

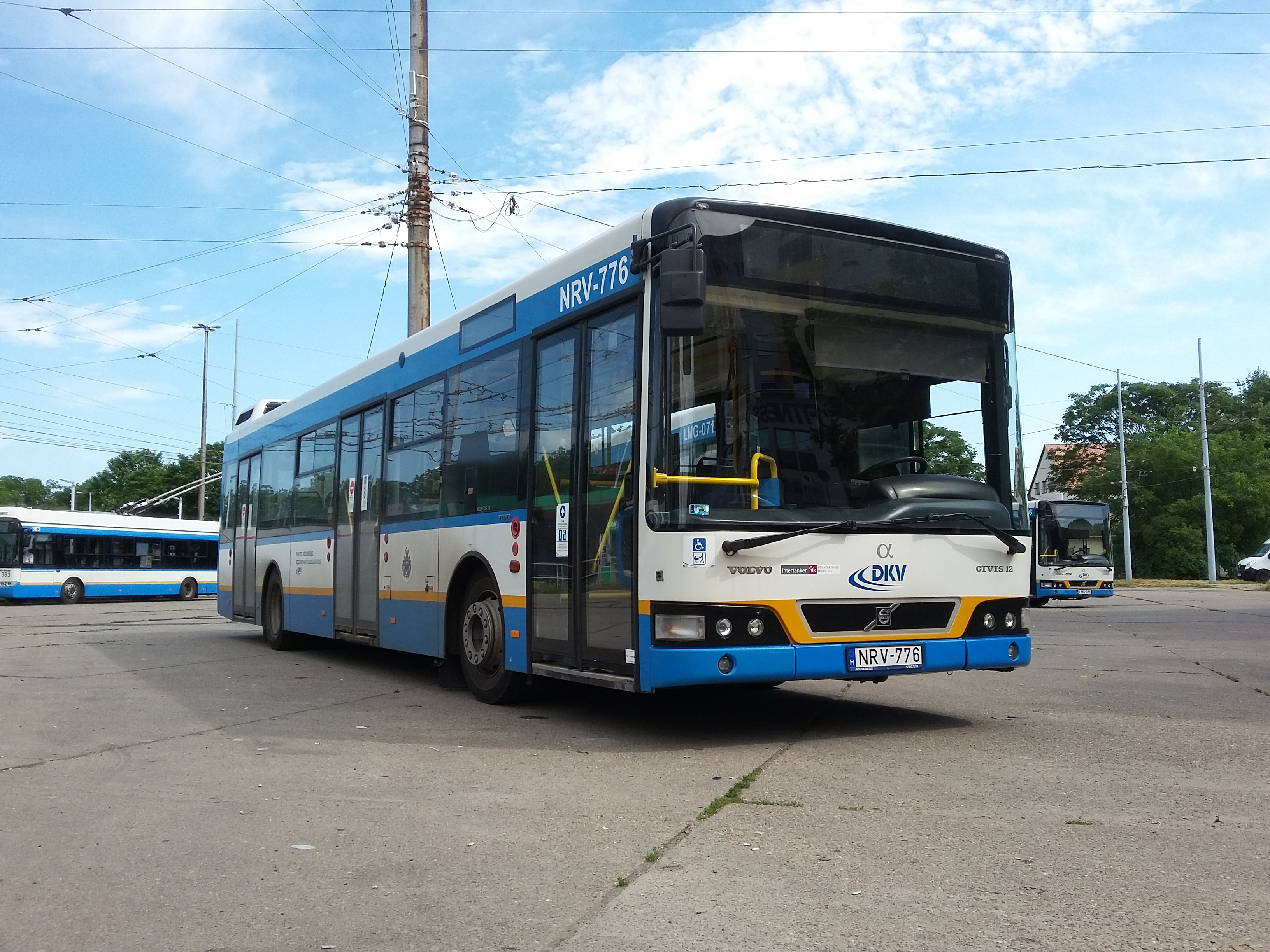
Autobus DKV

### Autobus
Autobusy Airport1 a Airport2 provozuje místní dopravní podnik Debreceni Közlekedési Vállalat (DKV). Airport1 jezdí mezi letištěm a hlavním vlakovým nádražím v Debrecíně, kde jsou k dispozici spoje místních, regionálních a mezinárodních autobusů, tramvají a vlaků, zatímco Airport2 jezdí mezi letištěm a severním koncem města. Jízdní řády autobusů jsou přizpůsobeny časům odletů a příletů letadel na letiště, obsluhují všechny příchozí a odchozí lety a lze je využít s některou z běžných jízdenek nebo průkazů DKV.
V březnu 2016 bylo zavedeno přímé autobusové spojení mezi Nagyváradem (Oradea) a mezinárodním letištěm Debrecín.

### Silnice
Ulice vedoucí k letištnímu terminálu je přístupná pouze ze silnice 47. Cestující, kteří přijedou na letiště, se mohou na místo určení dopravit taxíkem za pevný tarif v rámci města.

### Vlak
Letiště má zrekonstruované přímé železniční spojení, které však slouží pouze pro přepravu nákladu. Pro osobní dopravu bude uzpůsobeno pouze v případě, že se někdy v budoucnu objeví přiměřená poptávka po výstavbě.